# 楊忠彥
楊忠彥（？—？），第19任播州土司，活躍於元末明初時期。
楊忠彥是前任播州土司楊嘉貞（楊延禮不花）的嫡長子。楊嘉貞去世後，由楊忠彥繼位。朝廷授予楊忠彥资德大夫、播州军民宣抚宣慰都统指挥使的官職。在位期間，元朝勢力衰落，各地爆發了反元的起義。死後，由其子楊元鼎繼承土司之位。
在楊鏗委托宋濂寫的《楊氏家傳》中，對楊忠彥的事跡記載極為簡略，僅僅敘述了他的官職以及其與前後任土司之間的關係。根據現代學者考證，播州很有可能在至正十七年（1357年）明玉珍占據川西之後就依附了明夏政權，在明朝建立之後，為了避免引起明朝的不滿，楊鏗刻意隱瞞了這段歷史。
楊忠彥墓所在地長期不詳。2017年，趙家壩墓地的M2號墓被確認為楊忠彥墓。該墓葬曾長期遭到反復盜掘，破壞嚴重。